# Németdiószeg
Németdiószeg (szlovákul Malý Diosek) Diószeg városrésze, 1943-ig önálló község Szlovákiában a Nagyszombati kerületben a Galántai járásban.
2001-ben Diószeg városnak 6078 lakosából 3614 szlovák és 2340 magyar volt.

## Fekvése
Galántától 6 km-re nyugatra a Dudvág partján fekszik.

## Története
A 18. század végén II. József császár német földműveseket és kézműveseket telepített a magyar lakosságú Diószegtől mintegy 5 km-re északnyugatra elterülő Újhely-Pusztára, 1786 júliusa és 1787 áprilisa között 62 család, összesen 321 személy telepedett itt le. A telepesek Breisgau, Würtenberg, Bamberg, Mainz, Layr, Trier, Fulda helységekből érkeztek és 10 évi adómentességet élveztek. A 19. század kezdetén a németek áttelepültek Diószegre, a város északi peremén alakították ki településrészüket. Az új Kolónia-Diószeg lakosai annak ellenére, hogy különféle előnyöket élveztek, közigazgatási szempontból Diószeghez tartoztak. A hatóságoktól és az uralkodóknál is teljes függetlenségük elismerését kérték. A teljes függetlenség elismerése iránti kérésük csak 1853-ban járt sikerrel, ettől kezdve 1942-ig Németdiószeg önálló község volt. Első egyházi iskolájukat a németek 1825-ben építették, s 1856-ban felavatták az új iskola épületét. 1867-ben megépült a cukorgyár, majd 1912-ben a Mária-malom, melyek új munkalehetőségeket és megélhetést nyújtottak a lakosoknak. Német nyelvű istentiszteletet a magyardiószegi római katolikus templomban tartottak. A népszámlálás adatai szerint 1870-ben 73 lakóházában 550 lakos élt. A cukorgyár megépítését követően szlovákok telepedtek le a községben. 1900-ban Németdiószegnek összesen 737 lakosa volt, aminek több mint felét a németek alkották, további 35,7%-át a magyarok és 6,8%-át a szlovákok tették ki. Az első világháború után a csehszlovák állam idején számottevően megnövekedett a betelepülő szlovák lakosok száma.
Pozsony vármegye monográfiájában „Németdiószeg, kisközség, közvetetlen Magyardiószeg szomszédságában, 107 házzal és 737 magyar és német lakossal, kik között azonban a róm. kath. vallású németek vannak többségben. Újabb telepítés, melyet II. József császár telepített meg 1781–85 között németekkel; ebben az időben azonban Magyardiószeghez tartozott és csak később lett külön község. Temploma nincs a községnek; postája, távírója és vasúti állomása Magyardiószeg.”
1910-ben 748, többségben magyar lakosa volt, jelentős német kisebbséggel. A trianoni békeszerződésig Pozsony vármegye Galántai járásához tartozott. A falu német jellege 1946-ban szűnt meg, amikor a faluból végleg kitelepítették a német családokat, helyüket pedig szlovákok foglalták el.

## Külső hivatkozások
- Pokreis Nagy Hildegarda 2006: A németek betelepítése Diószegre II. József uralkodása idején. In: Márkusné Vörös Hajnalka – Mészáros Veronika (Szerk.): Háztörténetek, Hausgeschichten - A dunántúli németek kulturális jellemzői. Konferencia Veszprémben 2004. október 14–15. Veszprém, 39–48.
- Diószeg város hivatalos oldala